# The Mule
The Mule er en amerikansk krimi-dramafilm fra 2018 produceret og instrueret af Clint Eastwood, som også spiller hovedrollen.
Den 90-årige krigsveteran Earl Stone er fattig, alene og truet af tvangsauktion, da han får tilbudt et tilsyneladende simpelt chaufførjob. Hvad Earl ikke ved, er, at han i virkeligheden skal køre som narkokurer for et mexicansk kartel. Han klarer sig hurtigt temmelig fint i det risikofyldte job, især fordi han ikke just ligner prototypen på en kurér. I takt med at de økonomiske problemer aftager, begynder Earls fejl fra fortiden at trænge sig på. Men vil der være tid nok for ham til at rette op på synderne, inden myndighederne - eller kartellet - indhenter ham?
The Mule er baseret på virkelige hændelser. Manuskriptet til filmen er skrevet af Nick Schenk, der tidligere har arbejdet sammen med Clint Eastwood på den stilistisk sammenlignelige Gran Torino.